# 模擬市民3
《模擬市民3》是一款策略性人生模擬遊戲，屬於《模擬市民》系列的第三代作品，最初由Maxis設計。普通版和綠水晶限定版遊戲於2009年6月2日同時發行。綠水晶限定版隨附跑車下載、貼紙和2GB綠水晶狀USB隨身碟。
本版本及其资料片并非完全出自Maxis，而是由原Maxis中负责模拟人生制作的一部分工作人员所组成的EA The Sims Studios 工作室制作的。
對比前作，本作最矚目之處為「無縫社區」，讓玩家能夠盡情探索和與他們的社區互動，而再無需額外的載入時間。啟用故事進展亦是本作的最大亮點之一。

## 特色
市民的房屋和社區將會完全在一幅連續的地圖上發展。開發者亦指出，「你在屋外所做的事，現在同樣關乎你在屋內所做的」（"What you do outside your home now matters as much as what you do within."）。

## 游戏玩法
在前兩作的八項需求中，只有六項（飢餓、如廁、精力、社交、衛生和娛樂）仍然保留，而舒適和環境則被刪去。這些需求會由心情指數（moodlets）表示。心情指數是一項從特別事件獲得的屬性，事件可小至刷牙，大至婚禮，並會影響市民的行為。

### 世界
游戏中的初始世界为日落溪谷。除了一个名为“河景镇”的世界以及新推出的资料片的中所包含的世界以外，其余的世界都必须在模拟人生3商店中购买。

#### 無縫社區

無縫社區

2008年3月19日，美商藝電揭示了《模擬市民3》的新特色：無縫社區。每個用地現在能與主社區的時間同步，有異於上兩代中每個用地會有不同的時間。玩家亦可與社區內每座建築互動，如玩家可以按門鈴進入鄰居的家裡。
如《模擬市民2》，遊戲內設有住宅區和公共區。《模擬市民3》內大部分公共區都以公共建築為主，例如是商店、市政廳等。市民可與公共建築互動，例如上班、上學、購物、上課、看表演等，可是玩家不能察看玩家在公共建築內的情況。
市民現在可以輕鬆地利用各種交通工具遊覽市鎮，例如計程車、私家車、自行車等，甚至可以選擇緩步跑。

### 故事進展
遊戲包含一個名為「故事進展」的選項，使所有不受玩家控制的城鎮市民，隨著時間的推移而發生變化，換言之那些市民可以自行成長、結婚、尋職升職、生小孩子等。此外社區中亦有可能發生一些「劇情」，比如鄰居隨時可能因為陞官而搬去更大的房子等等。

### 創造模拟市民
人物創造工具將會比《模擬市民2》更為彈性，臉型、體格、膚色等的調度較前兩作更為細緻。
在本次更新中，提供比其上一任版本还要丰富的角色定制菜单。通过新添加“定制模式”，玩家可以将目光放在模拟人物身上的一些细节进行修改，从而进行完整的定制。同时玩家还可以选择为他们的模拟人物增加雀斑，美瞳和纹身。
游戏中女性的模拟人物分别22款发型，雄性模拟人物分别有17款发型，后期所添加的发型或服饰可以通过资料片，组合包，模拟人生3商店或玩家制作的第三方自定义内容得到。此外模拟人物的发型颜色可以从发型基本颜色中使用或者可以使用颜色定制器自定义发型颜色。
此外，人物壽命亦可調整為25-960模擬天。年齡等級多了一個「青年人」，於青少年和成年人之間。青年人現在可以和成年人結婚。
本作更引進了創新的個性特徵（trait）系統，玩家可以從數十種個性特徵中任意挑選，例如勇敢、熱愛藝術、孤寂、完美、浪漫、笨拙、偏執、和善等，並為每個模擬市民設定最多五項的人物特徵，以塑造出每位模擬市民獨特寫實的行為、思想，以及他們和其他模擬市民的互動方式。

### 职业
模拟人生3中囊括模拟市民2和模拟人生的职业。其核心的职业主要有：商务、烹饪、警察、记者、法律、医疗、军事、音乐、政治、科学和体育。在模拟人生3:梦想起飞中新添加了一些新的职业：消防员、抓鬼猎人、侦探、建筑设计师和造型师。同时支持兼职工作，这些兼职工作主要有：书店服务员、杂货店店员、水疗中心接待员、水疗专家和守墓人。兼职工作的工资低于全职工作，并且没有任何职业机会。兼职工作一般适用于青少年类型的模拟人物。此外，在模拟人生3:梦想起飞的资料片还增加了两种工作形式：专业和职业，并且某些职业不在是“兔子洞”职业，玩家可以实时控制模拟人物的工作进度。
游戏中玩家可以控制模拟人物通过报纸，电脑上获得工作，模拟人物也可以通过绘画，写作，歌唱，园艺等方面获得一定的报酬，但这些报酬往往都比兼职人员和全职人员低。此外，在模拟人生3:世界历险记中新添加了花蜜制作的工作。
游戏中职业的发展状况一般与模拟市民的情绪和技能相挂钩，但有时也与同事或老板的关系有关。在模拟人生3中玩家可以对他们的模拟人生工作获得更多的控制权（比如：可以选择“努力工作”，“轻松上手”，“吸引老板”等其他工作态度）但这些工作态度也会影响模拟人物的状态，如果模拟人物的状态是极佳的，那么这将会提高模拟人生职业晋升的机率。反之，可能导致一些不良后果，甚至是模拟人物的死亡。

### 技能
遊戲有數個依賴高技能而生的能力，例如練成高魅力而習得的高級社交互動、練成吉他手的特殊歌曲，以及家庭電器的升級（如電視機能接收更多頻道）。繪畫、寫作和玩吉他現分成各種不同技能，取代上兩代中涵蓋以上活動的「創造力」技能。市民的繪畫作品將會根據他們的個性特徵而變得更獨特。此外還有隱藏不會顯示的技能如西洋棋，跳舞和遊樂器等技能，不會顯示在技能組裡，但可以藉由一些方法讓他顯示出來。
在《模擬市民3》，維修物品可使靈巧提升，後期甚至可以升級家具及得到建築物件的打折，廚藝可以讓模擬市民學到更多菜色，如烤鮭魚，港式餐點等等。寫作可以寫不同類型的小說，有紀實，童書，言情甚至科幻垃圾類型的都能寫，寫完後，甚至會寄贈本過來，提升體育技能可以學到更多運動的方法。如「好走步」可以運動更久，「不流一滴汗」可以不花清潔度等，邏輯可以教導臨近小孩，也可以發現衛星來賺錢等等。
甚至技能等級到達一定上限，還會啟動事件，供模擬市民完成。

## 開發
2008年3月19日，美商藝電首次公佈《模擬市民3》。遊戲主要於美商藝電洛杉磯（Electronic Arts Los Angeles，EALA）分部進行開發。
2009年1月15日，EA邀請了一些優秀的自訂物品設計師到位於洛杉磯市的校園區，參與他們舉辦的設計師營會。設計師被邀請試玩遊戲，以及設計市民造型、房屋和自訂物件。那些設計師的作品已上載到《模擬市民3》交換中心供玩家下載。

### 音效
《模擬市民3》的音樂是由作曲家Steve Jablonsky編寫，他在二十世紀福斯紐曼配樂舞台（Newman Scoring Stage）與好萊塢工作室交響樂團（Hollywood Studio Symphony）錄製配樂。

### 延期
2009年2月3日，EA宣佈《模擬市民3》的發行日期會由2009年2月20日延期至2009年6月2日。官方解釋延期的原因是讓他們有足夠的時間進行全球推廣，以及在PC和Mac平台上同步發行。

### 遊戲外洩
在2009年5月18日（上市前15日），某些網站就已經開放《模擬市民3》的BitTorrent下載。
而據報導稱，在遊戲發售前的15天中，非法下載人數已達十八萬人，但有些網友則認為遠遠不止這個數字。根據EA的說法，偷跑版本為未完版本，喪失了部份的遊戲內容及具有很多程序錯誤，至於詳細的流出原因EA正在調查，網路討論區也有人懷疑這是EA的宣傳手法。

### 發行
遊戲發行了普通版和綠水晶限定版。普通版只包含主程式的首發行，而綠水晶限定版除包含《模擬市民3》主程式外，還隨附2GB綠水晶稜錐樣式USB隨身碟、水晶色扣環、義大利風情跑車物件下載碼、新手簡易攻略、稜錐樣式貼紙和引導指南手冊。

## 版本和附加產品

### 版本
| 名稱                                                             | 發行日期                                      | 包含                                                                                    |
| ---------------------------------------------------------------- | --------------------------------------------- | --------------------------------------------------------------------------------------- |
| 模擬市民3 （The Sims 3）                                         | - 北美：2009年6月2日                          | 主程式首發行的DVD                                                                       |
| 模擬市民3 綠水晶限定版 （The Sims 3 Collector's Edition）        | - 北美：2009年6月2日                          | 主程式DVD並附有額外物品，包括義大利風情跑車下載                                         |
| 模擬市民3 聖誕典藏版 （The Sims 3: Holiday Collector's Edition） | - 欧洲：2009年12月4日                         | 主程式DVD、模擬市民聖誕節主題音樂、六款聖誕節物品家具、模擬市民壁紙及義大利風情跑車下載 |
| The Sims 3: Commemorative Edition                                | - 欧洲：2010年6月4日                          | 主程式DVD、48頁精裝書籍、海報和素描藝術品                                               |
| 模擬市民3 夢想起飛紀念版                                         | - 臺灣：2010年6月1日                          | 夢想起飛資料片DVD、模擬市民十週年紀念書籍（英語）、模擬市民3海報、多件模擬市民物件下載  |
| 模擬市民3 豪華版 （The Sims 3: Deluxe）                          | - 北美：2010年9月28日                         | 模擬市民3主程式及夢想起飛資料片                                                         |
| The Sims 3 Plus Pets                                             | - 北美：2011年10月18日 - 欧洲：2011年10月21日 | 模擬市民3主程式及玩美寵物資料片                                                         |
| The Sims 3 Plus Showtime                                         | - 北美：2012年3月6日                          | 模擬市民3主程式及华丽舞台資料片                                                         |
| The Sims 3 Plus Supernatural                                     | - 北美：2012年9月4日                          | 模擬市民3主程式及异能新世纪資料片                                                       |
| The Sims 3 Plus Seasons                                          | - 北美：2012年11月13日                        | 模擬市民3主程式及春夏秋冬資料片                                                         |
| The Sims 3 Plus University Life                                  | - 北美：2013年3月5日                          | 模擬市民3主程式及大学生活資料片                                                         |
| The Sims 3 Starter Pack                                          | - 北美：2013年5月14日                         | 模擬市民3主程式、顶级奢华物品包及夜店人生資料片                                         |
| The Sims 3 Worlds Bundle                                         | - 北美：2013年5月14日                         | 模擬市民3 Hidden Springs地图包及Monte Vista地图包                                       |
| The Sims 3 Plus Island Paradise                                  | - 北美：2013年6月25日                         | 模擬市民3主程式及岛屿天堂資料片                                                         |
| The Sims 3 Expansion Bundle                                      | - 北美：2013年7月16日                         | 模擬市民3世界历险记资料片及花样年华資料片                                               |

### 資料片
《模擬市民3》資料片提供附加的遊戲元素和物品。
| 名稱                            | 發行日期                                                                   | 主要元素 | 新城市                               | 新NPC                                     | 新可玩生物             | 新/改良職業 |
| ------------------------------- | -------------------------------------------------------------------------- | --- | ------------------------------------ | ----------------------------------------- | ---------------------- | --- |
| 世界歷險記 （World Adventures） | - 北美：2009年11月17日 - 欧洲：2009年11月20日                              | 尋寶、探索不同國家的地標、新技能、新個性特徵 | 中國模海、 埃及模哈拉、 法國模榭麗舍 | 華籍市民、 埃及籍市民、 法籍市民          | 木乃伊                 | |
| 夢想起飛 （Ambitions）          | - 北美：2010年6月1日 - 欧洲：2010年6月4日                                  | 新的職業（專業）、新技能、新個性特徵、 刺青系統、洗衣系統、能在工作時控制模擬市民（只有專業才可以，舊的職業無法控制） | 雙子溪                               |                                           | 模擬機械人             | 普通職業： 教育 專業： 醫生、造型師、保母、電影專業、消防員、捉鬼獵人 、調查員、室內設計師、刺青藝術家 自由業： 釣客、園丁、發明家、 花蜜果汁釀造師、畫家、 師、雕塑家、作家、樂團、騎師、煉金術師、自營機器人製作者 |
| 夜店人生 （Late Night）         | - 北美：2010年10月26日 - 欧洲：2010年10月30日                              | 夜總會、酒吧、新職業、新技能、 新交通工具（地鐵）、新個性特徵、公寓 | 橋港                                 | 狗仔隊                                    | 吸血鬼                 | 導演、演員、音樂家 |
| 花樣年華 （Generations）        | - 北美：2011年5月31日 - 欧洲：2011年6月3日                                 | 新的樹屋、進行惡作劇、亂按門鐘、設立陷阱、 寄宿學校（從童年到青少年）、枕頭戰、课外活动、校外教学、单身派对、新式婚礼、浪漫新动作、制作药剂、新床、新玩具、新个性特征、老年生活、儿童新动作                                                                               |                                      | 藝人 性感舞者                             | 幻想中的朋友           | 保母 |
| 玩美寵物 （Pets）               | - 北美：基本版 2011年10月18日 特別版 2011年10月25日 - 欧洲：2011年10月20日 | 冰淇淋车、新技能、新作物、宠物公园、宠物用品 | 阿帕魯薩平原                         | 流浪動物、 野生動物、 寵物、耕畜、 訓練師 | 馬、貓、狗、 獨角獸    | 騎術師 |
| 華麗舞台 （Showtime）           | - 北美：2012年3月6日 - 欧洲：2012年3月9日                                  | SimPort系統 | 星光海岸                             | 業主                                      | 精靈                   | 歌手、魔術師、雜技演員 |
| 異能新世紀 （Supernatural）     | - 北美：2012年9月4日 - 欧洲：2012年9月6日                                  | 兩個版本：“限量版”和“基本版” | 月光瀑布                             | 骸骨僕人                                  | 狼人、僵尸、仙子、巫師 | 占卜師 |
| 春夏秋冬 （Seasons）            | - 北美：2012年11月13日 - 欧洲：2012年11月15日                              | 兩個版本：“限量版”和“基本版” 天氣及季節系統（世界歷險記新增的世界除外） 新的技能（足球、滑雪）、新的特徵（喜愛炎熱/寒冷）、 與季節有關的節日 (如萬聖節) 季節裝飾及衣著、滑雪裝備、雨衣                                                                                    |                                      | 外星人                                    | 外星人                 | 外星人試驗受測者 |
| 大學生活 （University Life）    | - 北美：2013年3月5日 - 欧洲：2013年3月8日                                  | 兩個版本：“限量版”和“基本版” 新的技能（塗鴉、果汁乒乓）、新的職業（藝術品鑑定師、運動經理人或電玩遊戲開發員）、新活動(看漫畫、保齡球、營火晚會、寫文章、寫部落格和串流影片)、新的特徵（前衛） 與派對有關裝飾及衣著 (如古羅馬長外袍、月桂葉頭冠和化裝舞會面具) Maximus雕像 | 模擬大學                             | 教授、室友                                | 植物市民               | 藝術作品鑑定師、體育經理人、電玩研發商 |
| 島嶼天堂 （Island Paradise）    | - 北美：2013年6月25日 - 欧洲：2013年6月28日                                | 兩個版本：“限量版”和“基本版” 新的技能（潜水、划船、帆板） | 天堂島                               |                                           | 人魚                   | 救生員 |
| 前進未來 （Into the future）    | - 北美：2013年10月22日 - 欧洲：2013年10月24日                              | 兩個版本：“限量版”和“基本版” 新的技能（先進科技、雷射節奏樂、機器人開發） | 歐西斯                               | -                                         | 晶錐機械人             | 機器人競技場、天文學家 |

### 組合
組合是只為遊戲增加新物件的資料片（一般為遊戲增加60項物件）。
| 名稱                                         | 發行日期                                    | 包含 |
| -------------------------------------------- | ------------------------------------------- | --- |
| 頂級奢華組合 （High-End Loft Stuff）         | - 北美：2010年2月2日 - 欧洲：2010年2月5日   | 高級傢俱、時尚前衛服裝、訂製的西裝、精緻的外套。三個模擬市民十週年特別禮品，包含出現於《模擬市民》、《模擬市民2》的物件：心形震動床、電吉他、水族箱 |
| 慾望街車組合 （Fast Lane Stuff）             | - 北美：2010年9月7日 - 欧洲：2010年9月10日  | 以車輛為主題，新增了以下四種不同的生活方式的物件和汽車：賽車、陰謀、鄉村搖滾和古典奢華。                                                            |
| 休閒生活組合 （Outdoor Living Stuff）        | - 北美：2011年2月1日 - 欧洲：2011年2月4日   | |
| 摩登生活組合 （Town Life Stuff）             | - 北美：2011年7月26日 - 欧洲：2011年7月29日 | 提供住家新設計，以及新的公共建築如圖書館、體育中心、遊樂場以及洗衣房等等。                                                                          |
| 主臥室組合 （Master Suite Stuff）            | - 北美：2012年1月24日 - 欧洲：2012年1月27日 | |
| 凱蒂·佩芮甜心包 （Katy Perry's Sweet Treat） | - 北美：2012年6月5日 - 欧洲：2012年6月8日   | |
| 迪赛生活组合 （Diesel Stuff）                | - 北美：2012年7月10日 - 欧洲：2012年7月13日 | |
| 70、80及90年代組合 （70s, 80s, & 90s Stuff） | - 北美：2013年1月22日 - 欧洲：2013年1月24日 | |
| 电影組合 （Movie Stuff）                     | - 北美：2013年9月10日 - 欧洲：2013年9月12日 | （英文）Clothing and décor inspired from iconic movie themes and settings.                                                                          |

### 模擬市民3商店
模擬市民3商店是一個線上的商店，玩家可用額外的費用購買並下載遊戲的內容。目前，這些內容不相容於《模擬市民2》，商店只提供專為模擬市民3設計的物件、衣服、皮膚、髮型。
商店使用點數系統制度，玩家可以使用信用卡或其它支付系統購買額外的模擬市民點數。點數系統於2009年6月4日配合遊戲的發行而推出，玩家購買模擬市民點數後可以開啟遊戲啟動器去下載物件。
以下是可從模擬市民3商店下載的世界：
| 世界                                                           | 主要元素 | 發行日期       |
| -------------------------------------------------------------- | --- | -------------- |
| 河景 （页面存档备份，存于） (Riverview （页面存档备份，存于）) | - 一個充滿悠閑田園風情的小鄉村 - 地勢平緩 - 仿古建築 - 免費                                                                | 2009年6月2日   |
| 藤壺灣 (Barnacle Bay （页面存档备份，存于）)                   | - 海盜為主題的島嶼小鎮 - 大多模擬市民的服裝和個性是戶外類型，亦具有釣魚特質 - 探索荒廢的碼頭，以及在帆船藝廊中發現古代遺物 | 2010年9月23日  |
| 密泉鎮 (Hidden Springs （页面存档备份，存于）)                 | - 名流富豪的度假山城 - 不老泉，可使模擬市民變得長生不老 - 名流富豪的度假地點 - 部份非玩家角色是灰姑娘的隱藏彩蛋            | 2011年8月25日  |
| 月湖 (Lunar Lakes （页面存档备份，存于）)                      | - 坐落在外太空 - 模擬市民可以透過與繁榮之樹玩加快學習技能的速度                                                            | 2012年2月16日  |
| 幸運棕櫚 (Lucky Palms （页面存档备份，存于）)                  | - 沙漠中的渡假綠洲，以棕櫚泉為藍本 - 造型新穎的建築及風力發電廠 - 市中心的許願泉可讓模擬市民願望成真                       | 2012年6月28日  |
| 日照汐 (Sunlit Tides （页面存档备份，存于）)                   | - 遠離繁囂的熱帶島嶼 - 別具風情的平房和海濱度假別墅閃耀其中 - 桑拿                                                         | 2012年8月23日  |
| 蒙特維斯塔 (Monte Vista （页面存档备份，存于）)                | - 意大利托斯卡尼風格的近海山城 - 木火烤爐，可供製作不同麵包、肉烤餅、烤寬麵條和比薩餅                                      | 2012年12月6日  |
| 極光天空鎮 (Aurora Skies （页面存档备份，存于）)               | - 北極圈內的海濱小鎮 - 新的交通：乘坐熱氣球 - 北歐建築風格 - 極光                                                          | 2013年2月21日  |
| 龍之山谷 (Dragon Valley （页面存档备份，存于）)                | - 中世紀風格 - 全新寵物：龍 - 充滿高聳和奇特建築的村莊                                                                     | 2013年5月30日  |
| 午夜窪地 (Midnight Hollow （页面存档备份，存于）)              | - 維多利亞風格的詭異古鎮 - 哥德風廢棄建築 - 容許模擬市民開店 - 黃金門票玩工廠 （黃金版獎勵內容）                           | 2013年9月26日  |
| 呼嘯山莊 (Roaring Heights （页面存档备份，存于）)              | - 摩天大廈 - 待修車 - 復古時尚的家具 - 沙灘 - 木板步道服裝組合 （黃金版獎勵內容）                                          | 2013年12月12日 |

### 工具
EA公司于2009年10月发布“世界编编辑器”（CAW），这是一款游戏世界编辑器，允许玩家根据自己的喜欢创建自定义城市，以便在游戏中使用。玩家可以定制内容囊括：地形，道路，植被和附近的建筑（如水塔和灯塔）。此外CAW还允许玩家将制作完成的世界导入到游戏用中。用户也可以将自己制作的世界上传到“模拟人生3”中，供其他玩家下载使用。世界编辑器的大小为156MB，而且目前仅提供Windows作业系统版本

## 評價

### 正面评价
| 汇总媒体     | 得分   |
| ------------ | ------ |
| GameRankings | 86.74% |
| Metacritic   | 87%    |

| 媒体              | 得分   |
| ----------------- | ------ |
| 1UP.com           | B+     |
| Edge              | 8/10   |
| Eurogamer         | 8/10   |
| GamePro           | 4/5    |
| GameSpot          | 9/10   |
| GameSpy           | 4.5/5  |
| IGN               | 8.9/10 |
| Telegraph         | 8/10   |
| Total Video Games | 8/10   |
| Total PC Gaming   | 8/10   |
| Boomtown          | 8/10   |
| 3D Juegos         | 8.3/10 |

《模擬市民3》在上市前後皆獲得一致性好評。根據EA在發行首周報告，《模擬市民3》已售出一百四十萬套，代表著該公司有史以來最成功的PC遊戲發行。
電腦遊戲雜誌《PC Gamer》 為《模擬市民3》打了92%分數和頒贈Editor's Choice獎章，並視之為「迄今最佳的《模擬市民》遊戲」（"The best Sims game yet"）。評論讚揚了遊戲數方面，包括遊戲完整的沙盒（sandbox） 特性，例如可以停止人物成長和死亡。評論亦提及了一些「古怪」的AI怪癖，例如「書呆子」個性特徵會使市民經常流連書店和圖書館。
遊戲網站IGN PC為《模擬市民3》打了8.9/10分數。

### 反面评价
初代和二代的遊戲引擎、系統菜單操作、人物畫面、遊戲音樂等，被模擬市民玩家評爲經典；三代由於換了製作團隊，除了遊戲的風景畫面和可以拜訪鄰居、裝修、洗衫、雙人床、托兒所等新概念，各項都比以前遜色，特別是引入了「兔子洞」的倒退的設定和無手提電話的具體物品、無開啓車門的具體動作，對比前作都是倒退。三代同前兩代最大不同之處還有取消了「性格點數決定星座」的系統，導致主人公高斯家族成員的星座都是隨機生成的。三代的星座系統成了擺設，沒有實際的意義。

## 备注
1. ↑  指模拟人可以进入与活动，但摄像机无法进入的物体。通常为一些建筑。

## 外部連結
- 《模擬市民3》官方網站：
  - 美國官網（英文）
  - 中國官網 （页面存档备份，存于）已關閉（简体中文）
  - 台灣官網已於2011年關閉（繁體中文）
  - 香港官網（英文）